# Красный Воин (Краснодарский край)
Красный Воин — упразднённый хутор в Новопокровском районе Краснодарского края России. На момент упразднения входил в состав Калниболотского сельского округа. Исключен из учётных данных в 1997 году.

## География
Располагался на левом берегу реки Ея, в 3 км, по прямой, к югу от станицы Калниболотская.

## История
По всей видимости хутор возник в 1920-е годы как сельскохозяйственная коммуна (позже колхоз) «Красный Воин».
Постановлением заксобрания Краснодарского края от 27 мая 1997 года № 639-П хутор исключен из учётных данных.